# Scania tephra
Scania tephra là một loài bướm đêm thuộc họ Noctuidae. Nó được tìm thấy ở Chile.